# Список глав правительства Буркина-Фасо
Список глав правительства Буркина-Фасо включает лиц, занимавших этот пост в Буркина-Фасо. До 4 августа 1984 года страна называлась Республика Верхняя Вольта (фр. République de Haute-Volta), в годы, предшествовавшие обретению независимости, — Вольтийская Республика (фр. République voltaïque).
В списке принято выделение четырёх периодов существования отдельного поста руководителя правительства. При этом в историографии обычно выделяют несовпадающие с этим периоды действия конституций (по аналогии с выделением периодов истории Французской республики):
- Первая республика (фр. La 1re république) — Конституция 27 ноября 1960 года;
- Вторая республика (фр. La 2e république) — Конституция 14 июня 1970 года;
- Третья республика (фр. La 3e république) — Конституция 27 ноября 1977 года;
- Четвёртая республика (фр. La 4e république) — Конституция 2 июня 1991 года.

В настоящее правительство возглавляет Премьер-министр Буркина-Фасо (фр. Premiers ministres du Burkina Faso).
Применённая в первом столбце таблиц нумерация является условной. Также условным является использование в первых столбцах цветовой заливки, служащей для упрощения восприятия принадлежности лиц к различным политическим силам без необходимости обращения к столбцу, отражающему партийную принадлежность. Также отражён различный характер полномочий главы правительства (например, единый срок нахождения во главе кабинета Мориса Ямеого в 1958—1959 годах разделён на периоды, когда он являлся президентом правительственного совета и период, когда он осуществлял полномочия премьер-министра). В столбце «Выборы» отражены состоявшиеся выборные процедуры или иные основания, по которым лицо стало главой правительства. Наряду с партийной принадлежностью, в столбце «Партия» также отражён внепартийный (независимый) статус персоналий или принадлежность к вооружённым силам, если они играли самостоятельную политическую роль.

## Первый период (1957—1959)
Впервые правительство во французской заморской территории Верхняя Вольта (в составе Французской Западной Африки) было сформировано 18 мая 1957 года после проведения 31 марта 1957 года выборов в её Территориальную ассамблею. Формально правительство возглавил глава колониальной администрации, вице-президентом правительственного совета стал представитель Вольтийского демократического союза — Африканское демократическое собрание Даниэль Кулибали (26 июля 1958 года получивший полномочия президента совета). После его смерти 7 сентября 1958 года кабинет возглавил Морис Ямеого. При создании 11 декабря 1958 года входящей во Французское сообщество Автономной Республики Верхняя Вольта (фр. République autonome de Haute-Volta, также именуемой с 1959 года Вольтийская Республика, фр. République voltaïque) правительственный совет был преобразован в правительство, возглавляемое премьер-министром. На референдуме, прошедшем 15 марта 1959 года, была принята конституция, установившая режим парламентской республики. 11 декабря 1959 года премьер-министр Морис Ямерого на заседании парламента был избран президентом республики (с упразднением поста премьер-министра).
|                | Портрет         | Имя (годы жизни)                                                                           | Полномочия      | Полномочия                                                                   | Партия                                                                  | Выборы                                                         | Должность                                                                              | Пр.               |
| Начало         | Портрет         | Имя (годы жизни)                                                                           | Окончание       |                                                                              | Партия                                                                  | Выборы                                                         | Должность                                                                              | Пр.               |
| -------------- | --------------- | ------------------------------------------------------------------------------------------ | --------------- | ---------------------------------------------------------------------------- | ----------------------------------------------------------------------- | -------------------------------------------------------------- | -------------------------------------------------------------------------------------- | ----------------- |
| 1 (I—II)       |                 | Даниэль-Уэззен Кулибали (1909—1958) фр. Daniel Ouezzin Coulibaly                           | 18 мая 1957     | 26 июля 1958                                                                 | Вольтийский демократический союз — Африканское демократическое собрание | 1957                                                           | вице-президент правительственного совета фр. Vice-président du conseil de gouvernement | [ 6 ]             |
| 1 (I—II)       | 26 июля 1958    | Даниэль-Уэззен Кулибали (1909—1958) фр. Daniel Ouezzin Coulibaly                           | 7 сентября 1958 | президент правительственного совета фр. Président du conseil de gouvernement | Вольтийский демократический союз — Африканское демократическое собрание | 1957                                                           |                                                                                        | [ 6 ]             |
| и. о.          |                 | Морис Ямеого (1921—1993) фр. Maurice Yaméogo урожд. Навалагма Ямеого фр. Nawalagma Yaméogo | 7 сентября 1958 | президент правительственного совета фр. Président du conseil de gouvernement | Вольтийский демократический союз — Африканское демократическое собрание | 1957                                                           | 21 октября 1958                                                                        | [ 7 ] [ 8 ] [ 9 ] |
| 2 (I—II)       | 21 октября 1958 | Морис Ямеого (1921—1993) фр. Maurice Yaméogo урожд. Навалагма Ямеого фр. Nawalagma Yaméogo | 11 декабря 1958 | президент правительственного совета фр. Président du conseil de gouvernement | Вольтийский демократический союз — Африканское демократическое собрание | 1957                                                           |                                                                                        | [ 7 ] [ 8 ] [ 9 ] |
| 2 (I—II)       | 11 декабря 1958 | Морис Ямеого (1921—1993) фр. Maurice Yaméogo урожд. Навалагма Ямеого фр. Nawalagma Yaméogo | 11 декабря 1959 | 1959                                                                         | Вольтийский демократический союз — Африканское демократическое собрание | премьер-министр фр. Premiers ministres (автономная республика) |                                                                                        | [ 7 ] [ 8 ] [ 9 ] |
| пост упразднён |                 |                                                                                            |                 |                                                                              |                                                                         |                                                                |                                                                                        |                   |

## Второй период (1971—1980)

Флаг Верхней Вольты

После провозглашения независимости Верхней Вольты 5 августа 1960 года правительство находилось под прямым управлением президента. Принятая на состоявшемся 14 июня 1970 года референдуме новая конституция («Второй республики») сохранила на 4 года пост президента за Сангуле Ламизаной, пришедшим к власти в 3 января 1966 года в результате военного переворота. После проведения 20 декабря 1970 года парламентских выборов лидер победившего Вольтийского демократического союза — Африканского демократического собрания Жерар Уэдраого был 13 февраля 1971 года назначен премьер-министром.
В условиях обострения межпартийной борьбы 8 февраля 1974 года С. Ламизана приостановил действие конституции, сместил с поста Ж. Уэдраого и сам принял полномочия премьер-министра. На референдуме, состоявшемся 27 ноября 1977 года, была принята новая конституция («Третьей республики»), допустившая функционирование в стране только трёх партий. На последовавших 30 апреля 1978 года выборах победу вновь одержал Вольтийский демократический союз. 7 июля 1978 года его лидер Жозеф Кономбо сформировал новое правительство.
25 ноября 1980 года президент С. Ламизана и правительство Ж. Кономбо были свергнуты в результате бескровного переворота, организованного главой военной разведки полковником Сеи Зербо, сформировавшим Военный комитет возрождения во имя национального прогресса (фр. Président du Comité militaire de redressement pour le progrès national) и прекратившим действие конституции.
|                | Портрет | Имя (годы жизни)                                                                        | Полномочия      | Полномочия     | Партия                                                                  | Выборы      | Пр.           |
| Начало         | Портрет | Имя (годы жизни)                                                                        | Окончание       |                | Партия                                                                  | Выборы      | Пр.           |
| -------------- | ------- | --------------------------------------------------------------------------------------- | --------------- | -------------- | ----------------------------------------------------------------------- | ----------- | ------------- |
| 3              |         | Жерар-Канго Уэдраого (1925—2014) фр. Gérard Kango Ouédraogo                             | 13 февраля 1971 | 8 февраля 1974 | Вольтийский демократический союз — Африканское демократическое собрание | 1970        | [ 10 ]        |
| 4              |         | бригадный генерал Абубакар Сангуле Ламизана (1916—2005) фр. Aboubakar Sangoulé Lamizana | 8 февраля 1974  | 7 июля 1978    | независимый                                                             | [ комм. 3 ] | [ 13 ] [ 14 ] |
| 5              |         | Жозеф Иссуфу Кономбо (1917—2008) фр. Joseph Issoufou Conombo                            | 7 июля 1978     | 25 ноября 1980 | Вольтийский демократический союз — Африканское демократическое собрание | 1978        | [ 11 ]        |
| пост упразднён |         |                                                                                         |                 |                |                                                                         |             |               |

## Третий период (1983)
7 ноября 1982 года в результате нового переворота власть перешла к группе младших офицеров, которые на следующий день назначили президентом Временного комитета национального возрождения (фр. Comité intérimaire du salut national) военного врача майора Жан-Батиста Уэдраого. 26 ноября 1982 года он был провозглашён главой государства (фр. Chef d'état) и 10 января 1983 года назначил премьер-министром придерживающегося радикально левых взглядов капитана Тому Санкару. Под влиянием визита в страну Жана-Кристофа Миттерана, сына президента Франции Ф. Миттерана и его советника по делам Африки, «слишком радикальный» Т. Санкара 15 мая 1983 года был снят со своего поста и помещён под домашний арест; близкие к нему офицеры также были арестованы.
|                | Портрет | Имя (годы жизни)                                                              | Полномочия     | Полномочия  | Партия  | Пр.           |
| Начало         | Портрет | Имя (годы жизни)                                                              | Окончание      |             | Партия  | Пр.           |
| -------------- | ------- | ----------------------------------------------------------------------------- | -------------- | ----------- | ------- | ------------- |
| 6              |         | капитан Тома-Изидор-Ноэль Санкара (1949—1987) фр. Thomas Isidore Noël Sankara | 10 января 1983 | 17 мая 1983 | военный | [ 17 ] [ 18 ] |
| пост упразднён |         |                                                                               |                |             |         |               |

## Четвёртый период (с 1992)
4 августа 1984 года Республика Верхняя Вольта была переименована в Буркина-Фасо.
9 июня 1991 года по инициативе правящей Организации за народную демократию — рабочее движение прошёл референдум, одобривший новую конституцию («Четвёртой республики»). После проведения 24 мая 1992 года парламентских выборов президент Блез Компаоре назначил 16 июня 1992 года новое правительство во главе с Юссуфом Уэдраого. 6 февраля 1996 года Организация за народную демократию — рабочее движение вместе с 9 другими поддерживающими президента партиями объединилась в Конгресс за демократию и прогресс.

Флаг Буркина-Фасо

Два последних правительства, сформированных этой партией, были вынуждены уйти в отставку в связи с волнениями 2011 и 2014 годов, спровоцированными стремлением Б. Компаоре обеспечить себе право избрания на новый президентский срок. После отставок премьер-министра Люка-Адольфа Тиао (30 октября 2014 года) и президента (на следующий день) пост главы правительства оставался вакантным, пока взявшие власть представители национальной армии и основные политические силы не договорились о создании переходного правительства во главе с дипломатом Мишелем Кафандо. Премьер-министром в его кабинете 19 ноября 2014 года стал подполковник Исаак Зида, экс-начальник охраны президента Б. Компаоре.
После того, как 14 сентября 2015 года комиссия по национальному примирению и реформам предложила распустить полк президентской безопасности (автономную от армии спецслужбу), 16 сентября 2015 года силы полка арестовали в здании правительства М. Кафандо и премьер-министра И. Зиду. 17 сентября 2015 года было объявлено о создании Национального совета за демократию, однако организаторы переворота не смогли заручиться широкой поддержкой и 23 сентября 2015 года подписали соглашение, по которому М. Кафандо и И. Зида вернулись к своим обязанностям.
После проведения 29 ноября 2015 года всеобщих выборов избранный президент Рок Марк Кристиан Каборе назначил 6 января 2015 года премьер-министром финансиста Поля Тьебу. 24 января 2022 года группа военных объявила об аресте Каборе и членов его кабинета и переходе управления страной к сформированному ими Патриотическому движению за защиту и восстановление во главе с подполковником Полю-Анри Сандаого Дамибе. Главой правительства на переходный период были назначены 3 марта 2022 года Альбер Уэдраого, затем 21 октября 2022 года Аполлинер Жоаким Кьелем де Тамбела.
|                                                          | Портрет        | Имя (годы жизни)                                                                     | Полномочия       | Полномочия       | Партия                                                | Выборы         | Пр.           |
| Начало                                                   | Портрет        | Имя (годы жизни)                                                                     | Окончание        |                  | Партия                                                | Выборы         | Пр.           |
| -------------------------------------------------------- | -------------- | ------------------------------------------------------------------------------------ | ---------------- | ---------------- | ----------------------------------------------------- | -------------- | ------------- |
| 7                                                        |                | Юссуф Уэдраого (1952—2017) фр. Youssouf Ouédraogo                                    | 16 июня 1992     | 22 марта 1994    | Организация за народную демократию — рабочее движение | 1992           | [ 29 ] [ 30 ] |
| 8                                                        |                | Рок-Марк-Кристиан Каборе (1957—) фр. Roch Marc Christian Kaboré                      | 22 марта 1994    | 6 февраля 1996   | Организация за народную демократию — рабочее движение | 1992           | [ 31 ] [ 32 ] |
| 9                                                        |                | Кадре-Дезире Уэдраого (1953—) фр. Kadré Désiré Ouedraogo                             | 6 февраля 1996   | 7 ноября 2000    | Конгресс за демократию и прогресс                     | 1997           | [ 33 ]        |
| 10 (I—II)                                                |                | Параманга Эрнест Жонли (1956—) фр. Paramanga Ernest Yonli                            | 7 ноября 2000    | 6 января 2006    | Конгресс за демократию и прогресс                     | 2002           | [ 34 ]        |
| 10 (I—II)                                                | 6 января 2006  | Параманга Эрнест Жонли (1956—) фр. Paramanga Ernest Yonli                            | 11 июня 2007     |                  | Конгресс за демократию и прогресс                     | 2002           | [ 34 ]        |
| 11                                                       |                | Тертью Зонго (1957—) фр. Tertius Zongo                                               | 11 июня 2007     | 18 апреля 2011   | Конгресс за демократию и прогресс                     | 2007           | [ 35 ] [ 36 ] |
| 12                                                       |                | Люк-Адольф Тиао (1954—) фр. Luc-Adolphe Tiao                                         | 18 апреля 2011   | 30 октября 2014  | Конгресс за демократию и прогресс                     | 2012           | [ 37 ] [ 38 ] |
| Должность вакантна с 30 октября до 19 ноября 2014 года   |                |                                                                                      |                  |                  |                                                       |                |               |
| 13                                                       |                | подполковник Исаак-Йакуба Зида (1965—) фр. Isaac Yacouba Zida                        | 19 ноября 2014   | 17 сентября 2015 | военный                                               | [ комм. 6 ]    | [ 39 ] [ 40 ] |
| Должность вакантна с 17 до 23 сентября 2015 года         |                |                                                                                      |                  |                  |                                                       |                |               |
| (13)                                                     |                | подполковник Исаак-Йакуба Зида (1965—) фр. Isaac Yacouba Zida                        | 23 сентября 2015 | 6 января 2016    | военный                                               | [ комм. 8 ]    | [ 39 ] [ 40 ] |
| 14                                                       |                | Поль-Каба Тьеба (1960—) фр. Paul Kaba Thieba                                         | 6 января 2016    | 21 января 2019   | независимый                                           | 2015           | [ 41 ] [ 42 ] |
| 15 (I—II)                                                |                | Кристоф-Жозеф-Мари Дабире (1948—) фр. Christophe Joseph Marie Dabiré                 | 24 января 2019   | 10 января 2021   | независимый                                           | 2015           | [ 43 ] [ 44 ] |
| 15 (I—II)                                                | 10 января 2021 | Кристоф-Жозеф-Мари Дабире (1948—) фр. Christophe Joseph Marie Dabiré                 | 10 декабря 2021  | 2020             | независимый                                           |                | [ 43 ] [ 44 ] |
| 16                                                       |                | Лассина Зербо (1963—) фр. Lassina Zerbo                                              | 10 декабря 2021  | 2020             | независимый                                           | 24 января 2022 | [ 45 ] [ 46 ] |
| Должность вакантна с 24 января до 3 марта 2022 года      |                |                                                                                      |                  |                  |                                                       |                |               |
| 17                                                       |                | Альбер Уэдраого (1969—) фр. Albert Ouédraogo                                         | 3 марта 2022     | 30 сентября 2022 | независимый                                           | [ комм. 10 ]   | [ 47 ] [ 48 ] |
| Должность вакантна с 30 сентября до 21 октября 2022 года |                |                                                                                      |                  |                  |                                                       |                |               |
| 18                                                       |                | Аполлинер Жоашем Кьелем де Тамбела (1955—) фр. Apollinaire Joachim Kyélem de Tambèla | 21 октября 2022  | 6 декабря 2024   | независимый                                           | [ комм. 10 ]   | [ 28 ]        |
| 19                                                       |                | Римбальба Жан Эмманюэль Уэдраого (1980—) фр. Rimtalba Jean Emmanuel Ouédraogo        | 7 декабря 2024   | действующий      | независимый                                           | [ комм. 10 ]   | [ 49 ] [ 50 ] |